# MS-DOS Executive
MS-DOS Executive byl primitivní program pro práci se soubory a spouštěcí dalších programů. Jednalo se o součást Windows 1.0 a Windows 2.0 a zároveň o předchůdce Správce souborů z Windows 3.0 a do jisté míry s nadsázkou i o předchůdce Správce programů.
Podobně jako u Správce programů v pozdějších verzích Windows bylo MS-DOS Executive to první, co se po spuštění Windows načetlo. Běh Windows byl závislý na celém programu. Pokud došlo k vypnutí programu nebo jeho zhroucení, došlo i k ukončení Windows.

## Přehled
Program měl podobu jednoduchého okna. Nahoře se nalézala lišta s nabídkami File (Soubor), View (Zobrazení) a Special (Zvláštní (položky)). Pod lištou s nabídkami se nalézaly primitivní ikony představující jednotlivé disky připojené k počítači. Kliknutím na některou z ikon se rozevřel textový seznam položek uložených na daném disku. Vedle ikon byl umístěn adresní řádek, který ukazoval umístění uživatele v rámci souborového systému. Seznam položek se zobrazoval pod ikonami a adresním řádkem.

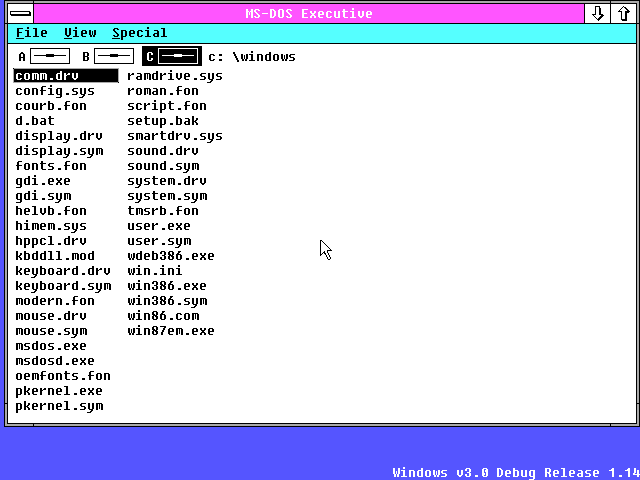
Okno programu MS-DOS Executive

Po spuštění programu automaticky došlo k zobrazení položek v systémové složce Windows a k výběru první položky v daném umístění. Uživatel si následně mohl kliknutím zvolit libovolnou položku v umístění a to i více položek naráz. Pokud chtěl uživatel změnit umístění, mohl kliknout na adresní řádek a do otevřeného okénka napsat umístění v rámci daného disku. Pro práci s vybranými položkami sloužila nabídka File, odkud mohl uživatel soubory kopírovat, mazat, přejmenovávat nebo si nechat vypsat podrobnosti o souboru.
V nabídce View mohl uživatel měnit podobu a obsah seznamu položek. Seznam položek mohl být zobrazen buď jako tabulka názvů nebo výpis jednotlivých souborů včetně data a času založení, velikosti a typu souboru. Z nabídky dále bylo možné zvolit, zdali chce uživatel zobrazit všechny soubory z umístění, jen programy nebo si mohl zvolit libovolný typ souborů, které se měly zobrazit. Dále bylo možné položky řadit podle názvu, data založení, druhu souboru nebo jeho velikosti.
Z nabídky Special bylo možné ukončit program, vytvořit adresář, přejmenovat adresář, formátovat disk ad. Pokud se uživatel pokusil uzavřít program, vyběhlo jednoduché okénko s upozorněním na ukončení Windows. Pokud uživatel v uzavírání programu pokračoval, pak došlo nejen k uzavření programu, ale i ukončení běhu Windows. Toto neplatilo, pokud bylo současně otevřeno více oken programu.
Program měl na svou dobu pochopitelná omezení, jako například délku názvu souboru. Název souboru mohl být dlouhý maximálně osm písmen/číslic názvu a tři písmena přípony souboru.

## Historie
V průběhu práce na Windows 1.0 vývojáři přemýšleli, jak umožnit intuitivní spouštění programů a otevírání souborů v prostředí DOSové nástavby. Již v té době existovala na trhu spousta shellových aplikací, které takovou funkci nabízely, Microsoft však vypracoval pro svůj produkt vlastní, kterým se stal MS-DOS Executive.
Nástroj byl součástí Windows až do Windows 3.1, kdy byl ze systému na dobro odstraněn, pro běžné uživatele Windows 3.0 a Windows 3.1 byl však neviditelným, byl pouze skryt v souborech v systémovém adresáři Windows. S představením Windows 3.0 byl totiž vytlačen novějším a mnohem propracovanějším Správcem souborů a pro spouštění programů začal sloužit Správce programů.